# IP Multimedia Subsystem
IP Multimedia Subsystem (IMS) är en telekomarkitektur för att bygga och leverera IP baserade tjänster i mobiltelefonisystem. Arkitekturen togs fram inom 3GPP med målet att få mobiltelefonin att komma närmare tjänster inom Internet-världen.
IP Multimedia Subsystem ligger arkitekturmässigt ovanpå transportlagret och knyter ihop detta och ger stöd till applikations/tjänstelagret.
Exempel på funktioner inom IP Multimedia Subsystem är brandväggar och annat som skapar säker uppkoppling för slutanvändaren. Andra funktioner är katalogtjänster för tjänster mot olika terminaler och användargrupper och stöd för debitering.